# ケプラー16
ケプラー16（英語: Kepler-16）は、はくちょう座の方向に地球から約200光年離れたところにある連星である。

## 概要
| 太陽 | ケプラー16A |
| ---- | ----------- |
| 太陽 | Exoplanet   |

| 太陽 | ケプラー16B |
| ---- | ----------- |
| 太陽 | Exoplanet   |

ケプラー16は、K型主系列星のケプラー16Aと、赤色矮星（M型主系列星）のケプラー16Bで構成される。Aの質量は太陽の約65%、Bは太陽の約20%である。AとBの質量比率は3.4であり、互いの重心を約41.1日かけて公転している。2個の恒星は地球から見て食を起こし、見かけの光度が変化するアルゴル型食変光星である。しかし、この恒星だけでは説明のつかない複雑な光度変化があり、これが第3の天体の食による光度変化、つまり惑星の影響によるものであることが分かった。

## 惑星

ケプラー16系の模式図。ケプラー16A（黄）とB（赤）が互いの重心を回っており、その周囲をケプラー16b（紫）が公転している

ケプラー16には、太陽系外惑星が1個発見されている。ケプラー16b（またはケプラー16(AB)b）は、その名の由来となったケプラー望遠鏡によって2011年9月15日に発見された土星サイズの惑星である。恒星同士の連星の重心を中心として公転している周連星惑星としては世界初の発見である。また周連星惑星が恒星の手前を横切る様子が観測されたのも初である。ケプラー16bは、ケプラー16の重心から0.71AU離れたところを約229日かけて公転している。連星の軌道長半径と惑星の軌道長半径の比率は約3.41であり、見つかっている周連星惑星の中では最も小さい。
| 名称 （恒星に近い順） | 質量           | 軌道長半径 （天文単位） | 公転周期 (日)        | 軌道離心率            | 軌道傾斜角              | 半径                     |
| --------------------- | -------------- | ----------------------- | -------------------- | --------------------- | ----------------------- | ------------------------ |
| b                     | 0.333±0.016 MJ | 0.7048±0.0011           | 228.776+0.020 −0.037 | 0.0069+0.0010 −0.0015 | 90.0322+0.0022 −0.0023° | 0.7538+0.0026 −0.0023 RJ |